# 西蒙·考克斯 (赛艇运动员)
西蒙·考克斯（英語：Simon Cox，1970年5月12日—），英国男子赛艇运动员。他曾代表英国参加美国印第安纳波利斯举行的1994年世界赛艇锦标赛，获得男子轻量级八人单桨有舵手金牌。